# Anna Maria Island
Anna Maria Island ist eine etwa elf Kilometer lange Barriereinsel an der Westküste Floridas in den Vereinigten Staaten. Sie liegt am Golf von Mexiko und gehört zum Manatee County.

## Geographie und Klima
Anna Maria Island erstreckt sich entlang der Golfküste Floridas, etwa 80 Kilometer südlich von Tampa. Die Insel wird im Westen vom Golf von Mexiko und im Osten von der Sarasota Bay begrenzt. Im Norden trennt die Tampa Bay die Insel vom Festland, während im Süden der Longboat Pass die Grenze zur benachbarten Insel Longboat Key bildet. Mit einer maximalen Breite von etwa zwei Kilometern und einer Höhe von bis zu 11 Metern über dem Meeresspiegel bietet die Insel eine abwechslungsreiche Küstenlandschaft mit weißen Sandstränden, Dünen und Mangrovenwäldern.
Anna Maria Island genießt ein subtropisches Klima mit warmen, feuchten Sommern und milden Wintern. Die durchschnittlichen Temperaturen reichen von etwa 17 °C im Januar bis 28 °C im August. Die Regenzeit fällt in die Sommermonate, wobei tropische Stürme und Hurrikane gelegentlich vorkommen können.

## Geschichte
Die Geschichte von Anna Maria Island reicht bis in prähistorische Zeiten zurück, als indigene Völkern wie die Timucua und Calusa die Region besiedelten. Die moderne Besiedlung begann Ende des 19. Jahrhunderts, als George Emerson Bean das erste dauerhafte Wohnhaus auf der Insel errichtete.

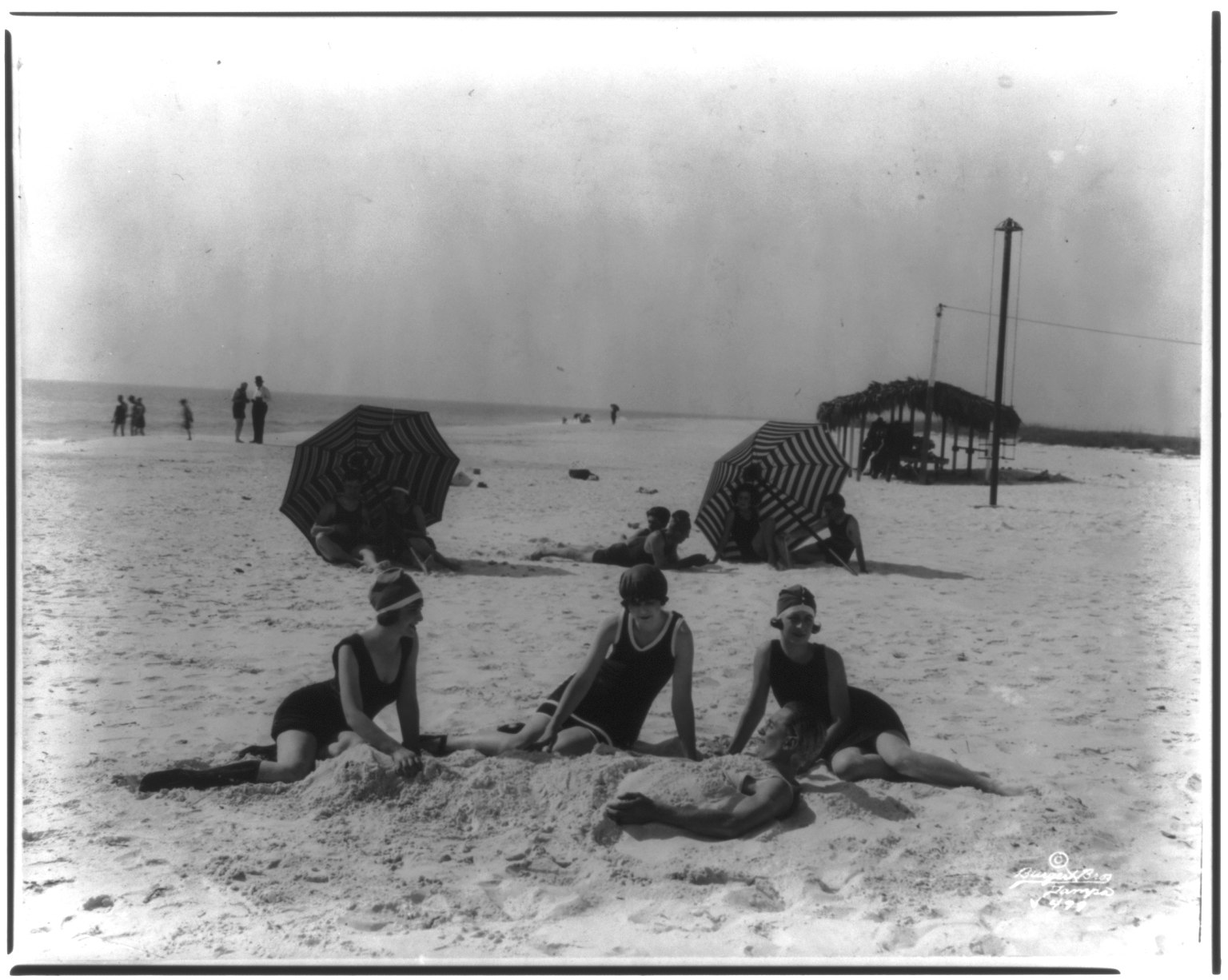
Badegäste am Strand von Anna Maria Island im Jahr 1923

Ein wichtiges Ereignis in der Entwicklung der Insel war der Bau des Anna Maria City Piers zwischen 1911 und 1912 durch die Anna Maria Beach Company, der Dampfschiffen das Anlegen ermöglichte. 1921 wurde die erste Brücke zur Verbindung mit dem Festland errichtet, was den Zugang zur Insel verbesserte. 1923 wurde die Stadt Anna Maria offiziell als Gemeinde gegründet. In den 1950er Jahren entstanden die weiteren Gemeinden Bradenton Beach und Holmes Beach.

## Verwaltung und Demographie
Anna Maria Island gehört zum Manatee County und umfasst die drei selbständigen Gemeinden Anna Maria im Norden, Holmes Beach in der Mitte und Bradenton Beach im Süden.
Die Gesamtbevölkerung der Insel beträgt laut Zensus 2020 4.886 Einwohner, wobei die Zahl während der Touristensaison deutlich ansteigt.

## Wirtschaft und Tourismus
Die Wirtschaft von Anna Maria Island basiert hauptsächlich auf dem Tourismus. Jährlich besuchen fast vier Million Touristen die Insel.
Die Hauptsaison erstreckt sich von Dezember bis April, wenn viele „Snowbirds“ aus den nördlichen Staaten und Kanada auf die Insel kommen. Beliebte Aktivitäten für Besucher umfassen Sonnenbaden, Schwimmen, Angeln, Kajakfahren und Vogelbeobachtung.
Die Insel verfügt über eine Vielzahl von Unterkünften, darunter Hotels, Ferienwohnungen und Bed & Breakfasts. Viele Besucher bevorzugen die Anmietung von Ferienhäusern, was zu einem florierenden Immobilienmarkt geführt hat.

## Natur und Umwelt

### Flora und Fauna

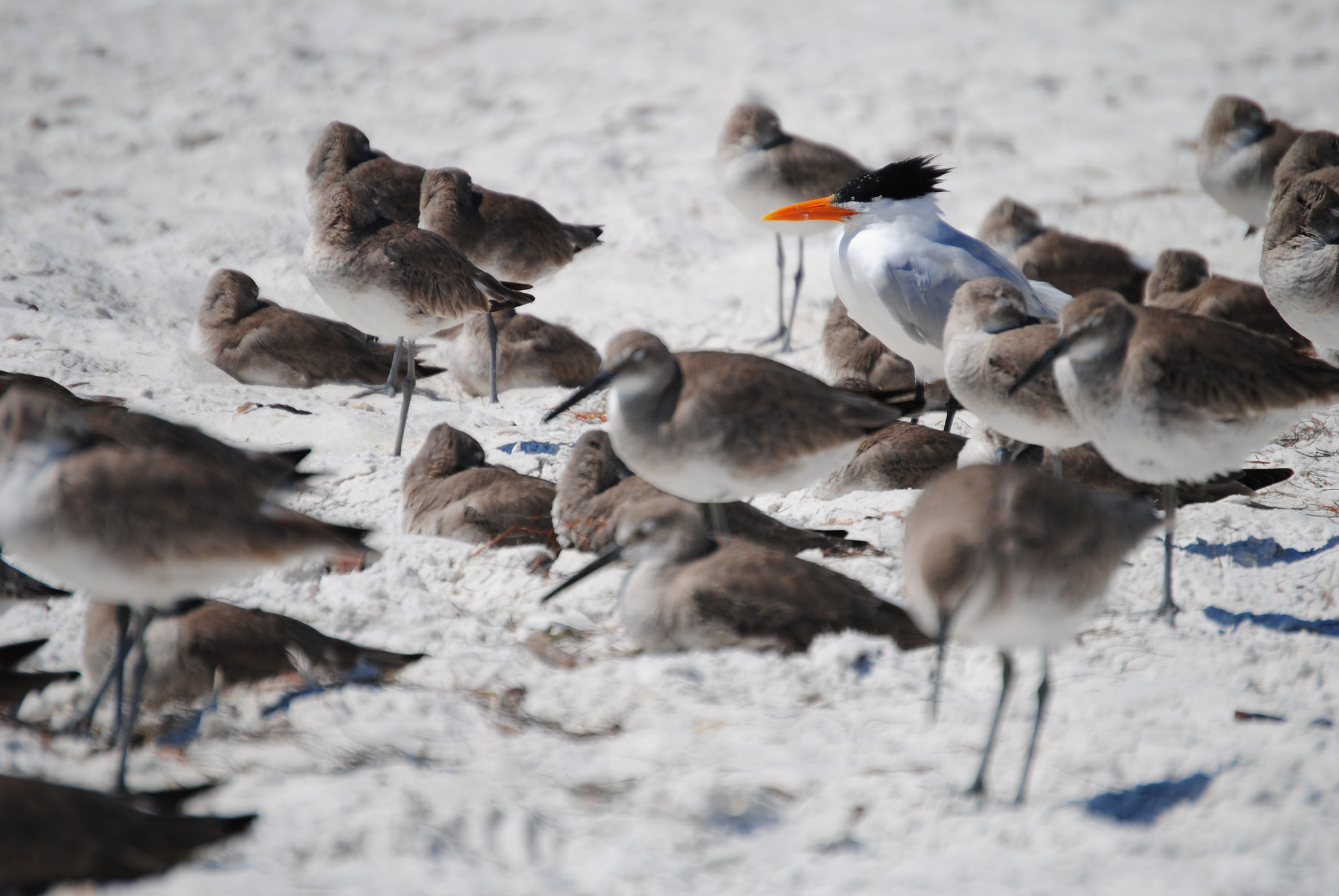
Vögel am Strand von Anna Maria Island

Anna Maria Island beherbergt vielfältige Ökosysteme, darunter Sandstrände, Dünenlandschaften und Mangrovenwälder. Diese bieten Lebensraum für zahlreiche Tier- und Pflanzenarten.
Die Insel ist ein Nistplatz für mehrere Arten von Meeresschildkröten, insbesondere für die gefährdete Unechte Karettschildkröte (Caretta caretta). Von Mai bis Oktober legen die Schildkröten ihre Eier an den Stränden der Insel.
In den Gewässern um die Insel leben Delfine und Manatis (Seekühe). Besucher können oft Delfine beobachten, die nahe der Küste spielen. Die Manatis, auch als „sanfte Riesen“ bekannt, sind in den Wintermonaten häufiger zu sehen, wenn sie die wärmeren Gewässer um die Insel aufsuchen.
Zu den häufig anzutreffenden Arten gehören Pelikane, Reiher, Austernfischer und Möwen. Während der Zugzeiten im Frühling und Herbst dient die Insel als wichtiger Rastplatz für viele Zugvögel.

### Umweltschutz
Angesichts der ökologischen Bedeutung der Insel gibt es mehrere aktive Umweltschutzorganisationen. Die Anna Maria Island Turtle Watch & Shorebird Monitoring setzt sich für den Schutz der nistenden Meeresschildkröten und Strandvögel ein. Freiwillige patrouillieren regelmäßig die Strände, um Nester zu identifizieren und zu schützen.
Die Gemeinden auf der Insel haben strenge Bauvorschriften erlassen, um die natürliche Umgebung zu schützen. Dazu gehören Höhenbeschränkungen für Gebäude und Regeln zum Schutz der Dünen und Mangroven.
Angesichts des Klimawandels und des steigenden Meeresspiegels arbeiten lokale Behörden an Strategien zur Küstenerosionskontrolle und zum Schutz der Infrastruktur. Dies umfasst Strandaufspülungen und die Verstärkung von Dünen.

## Verkehr

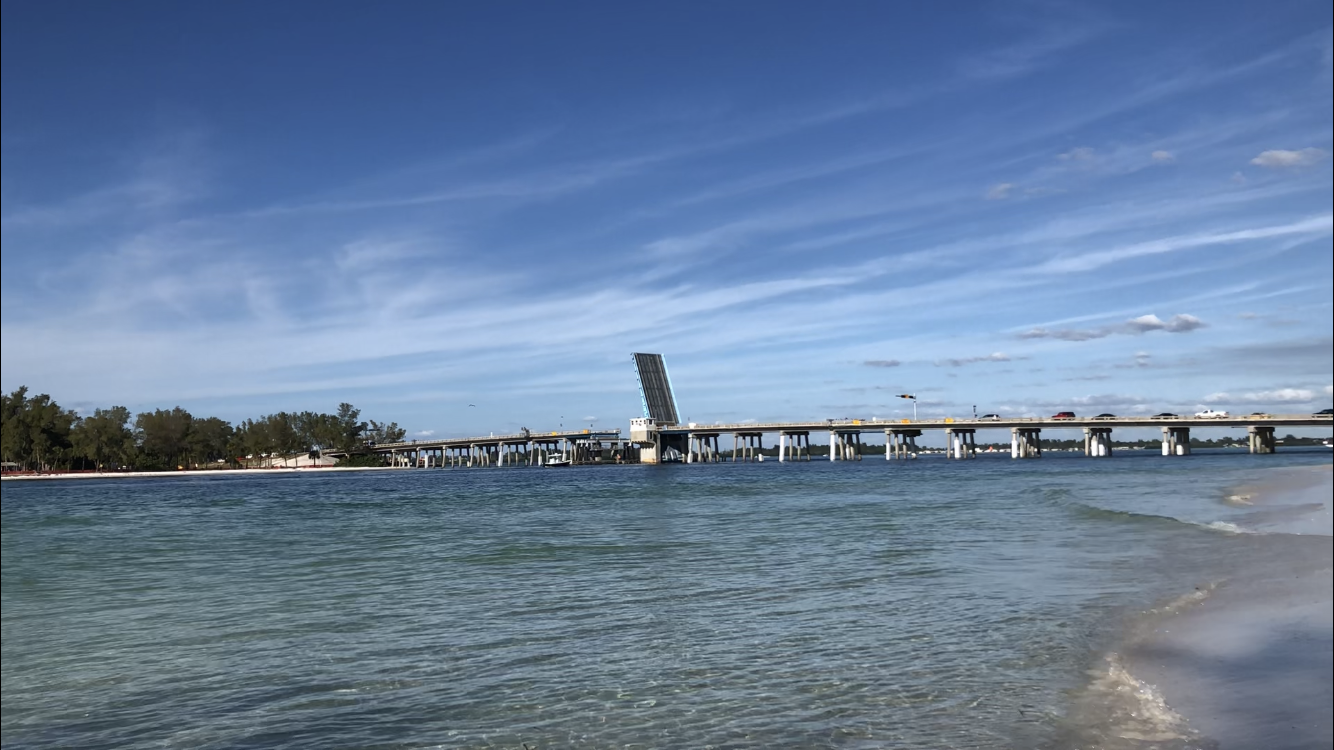
Longboat Pass Bridge

Die Hauptverkehrsader der Insel ist die Florida State Road 789, die über drei Brücken mit dem Festland verbunden ist: die Anna Maria Island Bridge im Norden, die Cortez Bridge in der Mitte und die Longboat Pass Bridge im Süden.
Ein kostenloser Trolley-Bus-Service verbindet die verschiedenen Gemeinden der Insel. Dieser Service, der von 6 Uhr morgens bis 22:30 Uhr abends verkehrt, ist bei Touristen und Einheimischen gleichermaßen beliebt und trägt dazu bei, den Autoverkehr auf der Insel zu reduzieren.
Der nächstgelegene Flughafen ist der Sarasota-Bradenton International Airport, etwa sieben Kilometer östlich auf dem Festland.

## Kultur und Sehenswürdigkeiten

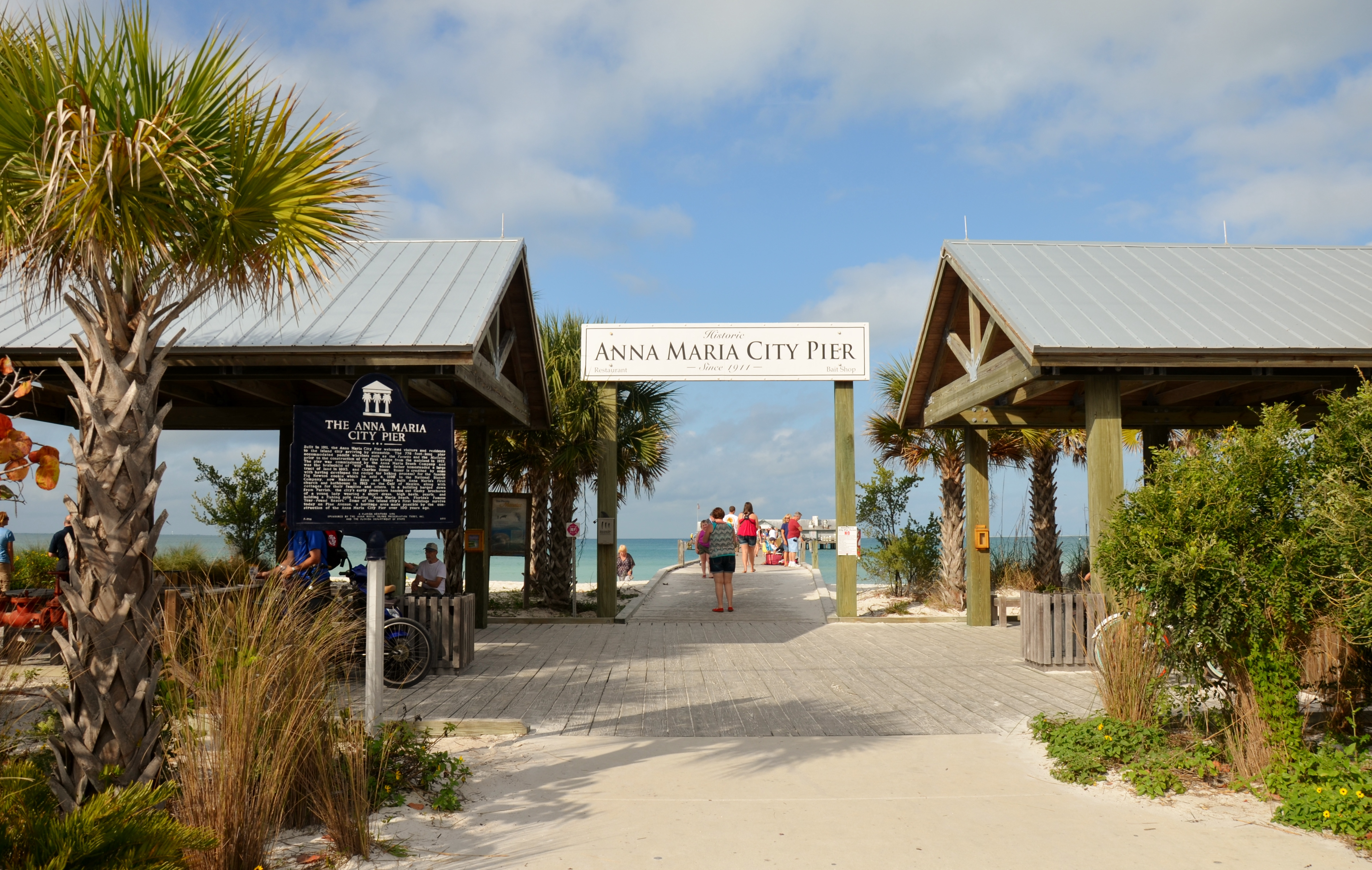
Anna Maria City Pier

- Anna Maria City Pier: Ein historischer Pier aus dem Jahr 1911, der als Wahrzeichen der Insel gilt. Der Pier wurde nach schweren Schäden durch den Hurrikan Irma im Jahr 2017 renoviert und 2020 wiedereröffnet.[26]
- Rod and Reel Pier: Beliebter Angelplatz und Aussichtspunkt. Im Oktober 2024 durch Hurrikan Milton zerstört.[27]
- Bridge Street in Bradenton Beach: Historische Straße mit Geschäften, Restaurants und regelmäßigen Veranstaltungen.[28][29] Jeden Sonntag findet hier während der Saison ein beliebter Bauernmarkt statt.[30]
- Bean Point: Beliebter Strandabschnitt am nördlichen Ende der Insel mit Blick auf den Golf von Mexiko und die Tampa Bay.
- Island Players Theater: Ein kleines Gemeindetheater, das seit 1949 besteht und regelmäßig Aufführungen präsentiert.[31]

### Lokale Traditionen und Veranstaltungen
- Bayfest: Ein Straßenfest im Oktober mit Live-Musik, lokalen Speisen und Kunsthandwerk.
- Sandblast: Ein Sandburgen-Wettbewerb, der jährlich im November stattfindet.[32][33]
- Food and Wine on Pine: Ein beliebtes kulinarisches Festival, das jedes Jahr im Mai auf der Pine Avenue in Anna Maria City stattfindet.[34]
- Christmas Parade: Eine jährliche Parade, die durch alle drei Gemeinden der Insel führt und den Beginn der Weihnachtssaison markiert.[35]